# Magdalena Popa (film)
Magdalena Popa este un film românesc din 1972 regizat de Florica Holban, un documentar-portret al balerinei române Magdalena Popa.